# Cold Copy
Cold Copy è un film del 2023 scritto e diretto da Roxine Helberg, al suo esordio alla regia.

## Produzione
Le riprese principali si sono svolte durante l'estate 2022.

## Promozione
Il primo trailer del film è stato diffuso l'11 gennaio 2023.

## Distribuzione
Il film è stato presentato in anteprima mondiale nel giugno 2023 al Tribeca Film Fetival, mentre la distribuzione del film nelle sale è prevista per l'inizio del 2024.

## Accoglienza
L'aggregatore di recensioni Rotten Tomatoes riporta il 30% di recensioni negative con un punteggio medio di 5,7 su 10 basato sul consenso di 10 critici.